# Narvi (Mond)
Narvi (auch Saturn XXXI) ist einer der kleineren äußeren Monde des Planeten Saturn.

## Entdeckung
Die Entdeckung von Narvi durch Scott S. Sheppard, David C. Jewitt und Jan Kleyna auf Aufnahmen vom 5. Februar bis zum 3. April 2003 wurde am 8. April 2003 bekannt gegeben. Narvi erhielt zunächst die vorläufige Bezeichnung S/2003 S 1. Im Januar 2005 wurde der Mond dann nach dem Riesen Narfi aus der nordischen Mythologie benannt.

## Bahndaten
Narvi umkreist Saturn auf einer exzentrischen Bahn in einem mittleren Abstand von 18.719.000 km in 956 Tagen und 6 Stunden. Die Bahn weist eine Exzentrizität von 0,3522° auf und ist mit 134,592° stark gegen die Ekliptik geneigt ist, die in dieser Entfernung vom Saturn die Laplace-Ebene darstellt.

## Aufbau und physikalische Daten
Narvi besitzt einen Durchmesser von 6,6 km. Mit einer Albedo von 0,06 ist seine Oberfläche sehr dunkel. Nur 6 % des einfallenden Sonnenlichts werden reflektiert.